# Auckland Grammar School
Auckland Grammar School – państwowa szkoła średnia dla chłopców w Auckland w Nowej Zelandii. Uczą się w niej chłopcy w wieku 9 do 13 lat. Liczba uczniów jest limitowana, a sami uczniowie na czas nauki mieszkają w internacie przy szkole.
Szkoła została ustanowiona aktem Auckland Grammar Appropriation Act z 1868 r., ale sam akt jest poprzedzony przywilejem dla szkoły Governor Sir George Grey's Trust Deed z 1850 r.
Mottem szkoły jest fraza Per Angusta ad Augusta (Przez trudności do wielkości), która jest także mottem kilku innych szkół w Auckland.
Szkoła mieści się w zabytkowym budynku, a przed nią znajduje się pomnik ku czci poległych (oba obiekty są zabytkami kategorii I, zgodnie z ustawą dotyczącą miejsc historycznych z 1993 r.). Pomnik upamiętnia byłych uczniów szkoły, walczących na frontach różnych wojen. Budynek główny z wysklepionym sufitem nakrywającym jego środek, zbudowany w 1916 r., utrzymany jest w stylu "hiszpańskiej misji" i mieści w sobie aulę, klasy lekcyjne i biura.

## Znani absolwenci
- Hamish Carter (1971–), medalista olimpijski w triatlonie z IO w 2004
- Russell Crowe (1964–), aktor
- Sir Edmund Hillary (1919–2008), badacz i odkrywca
- David Seymour, parlamentarzysta ,znany nowozelandzki polityk